# Internationaler Vertrag zum Schutze der unterseeischen Telegraphenkabel

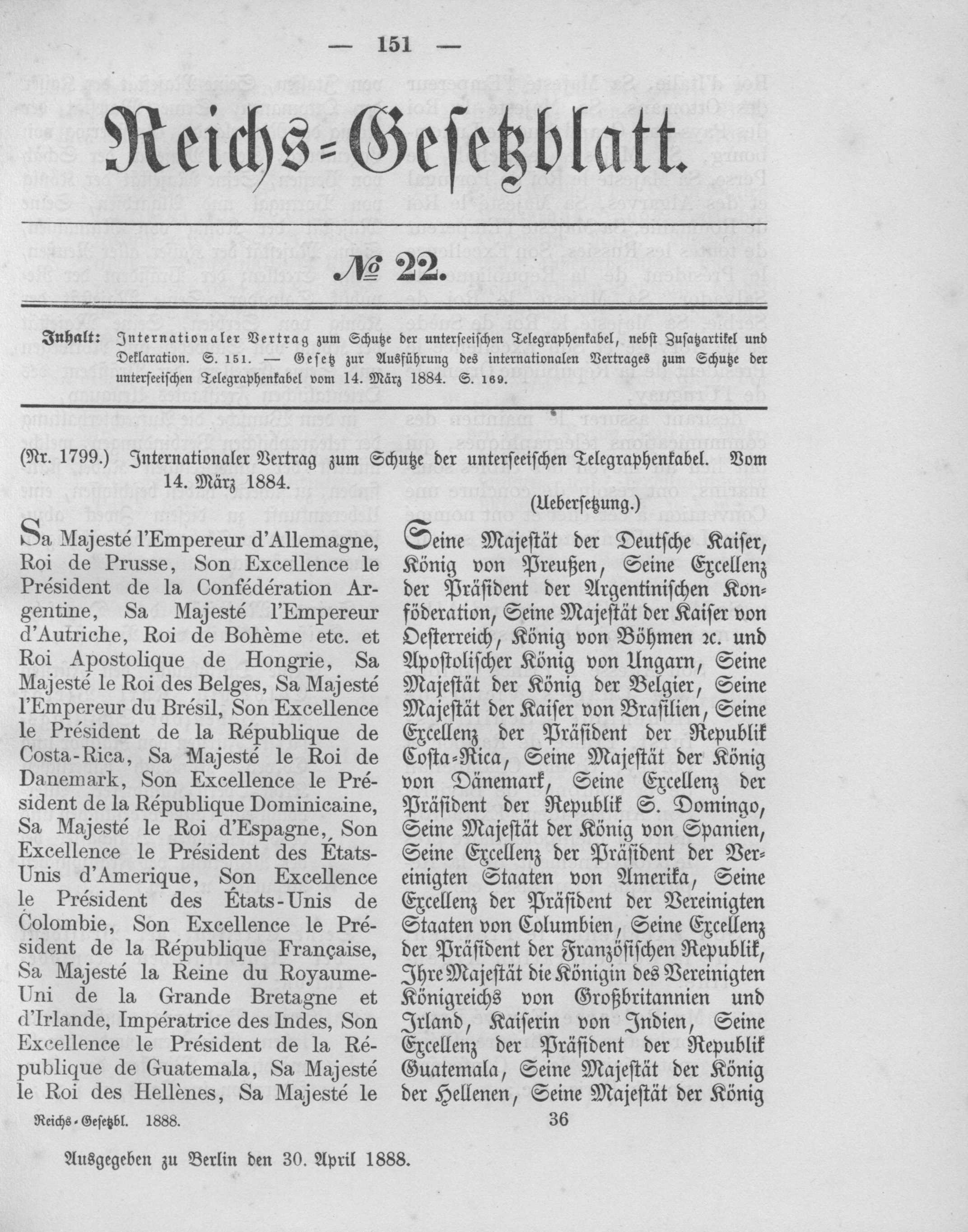
Publikation im Reichsgesetzblatt

Der Internationale Vertrag zum Schutze der unterseeischen Telegraphenkabel (kurz Kabelschutzkonvention) ist ein völkerrechtlicher Vertrag aus dem Jahr 1884.

## Inhalt
Der Vertrag wurde am 14. März 1884 in Paris abgeschlossen und bezweckt den Schutz von Seekabeln. Er ist bei der französischen Regierung als Depositar hinterlegt.
Die Beschädigung von Seekabeln wurde als strafbar erklärt. Wenn Anker oder Fischereinetze aufgegeben werden, um Beschädigungen zu vermeiden, sollen die Schiffseigentümer durch den Eigentümer des Kabels entschädigt werden. Außerdem wurden die Kabelleger gegen Behinderung oder Störung ihrer Arbeit geschützt.
Mit dem Gesetz zur Ausführung des internationalen Vertrages zum Schutze der unterseeischen Telegraphenkabel vom 14. März 1884 wurden am 21. November 1887 im Deutschen Reich die Bestimmungen des Abkommens in nationales Recht umgesetzt. Darüber hinaus trat am 1. Mai 1888 ein Gesetz vom 21. November 1887 in Kraft, das sowohl die Beschädigung als auch die Störung der Benutzung von Kabeln unter Strafe stellte.